# سیارک ۱۰۲۳۴
سیارک ۱۰۲۳۴ (به انگلیسی: 10234 Sixtygarden، نامگذاری:1997YB8) ده هزار و دویست و سی و چهارمین سیارک کشف شده‌است که در ۲۷ دسامبر ۱۹۹۷ کشف شد.
قدر مطلق سیارک برابر ۱۲٫۲۰ است.